# Île Regatta
Regatta est une île des Bermudes. 